# Бухлое
Бухлое (нім. Buchloe [ˈbuːxloːə]) — місто в Німеччині, знаходиться в землі Баварія. Підпорядковується адміністративному округу Швабія. Входить до складу району Остальгой. Центр об'єднання громад Бухлое.
Площа — 36,16 км2. Населення становить 13 406 ос. (станом на 31 грудня 2020).

## Галерея

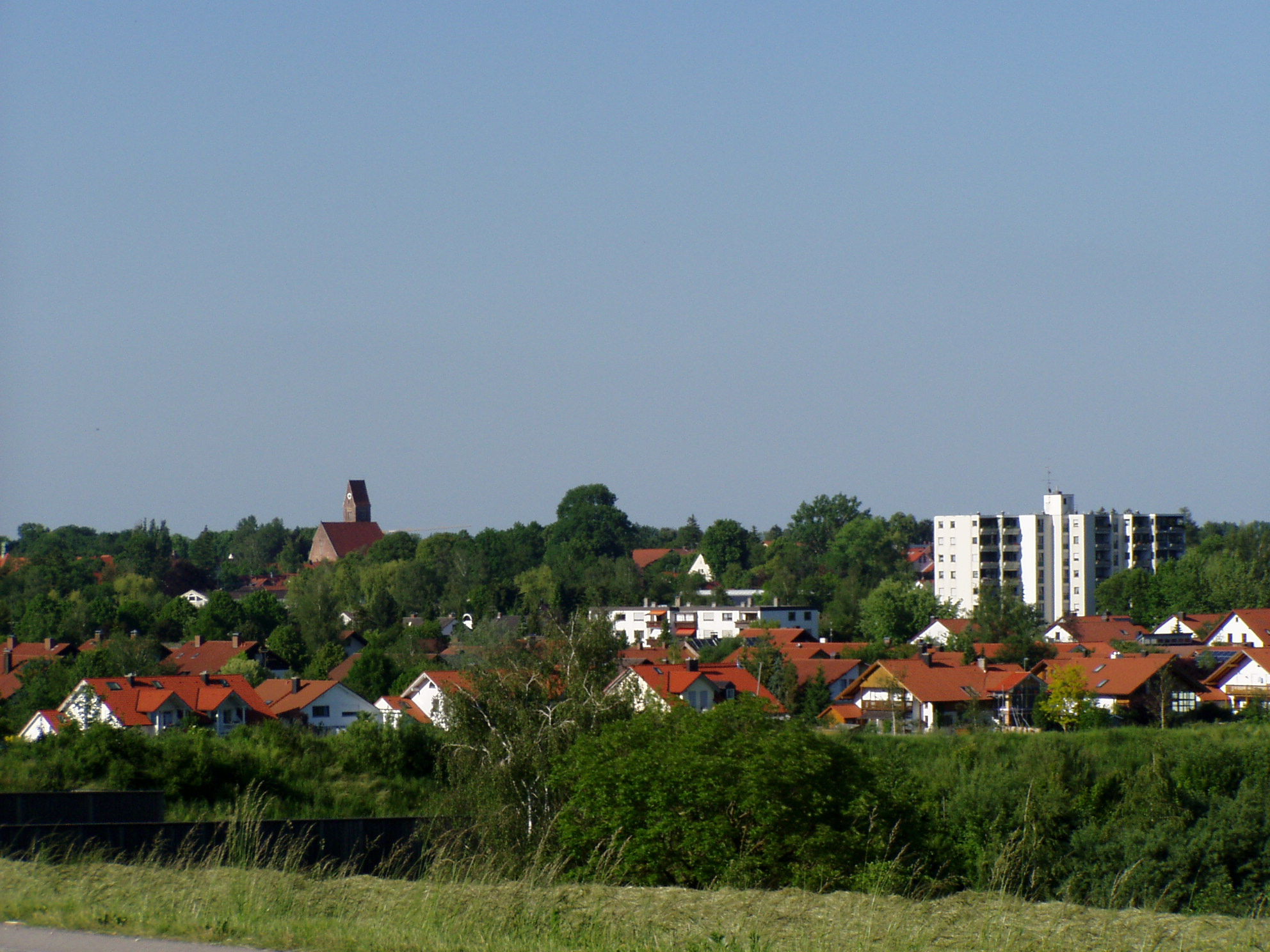
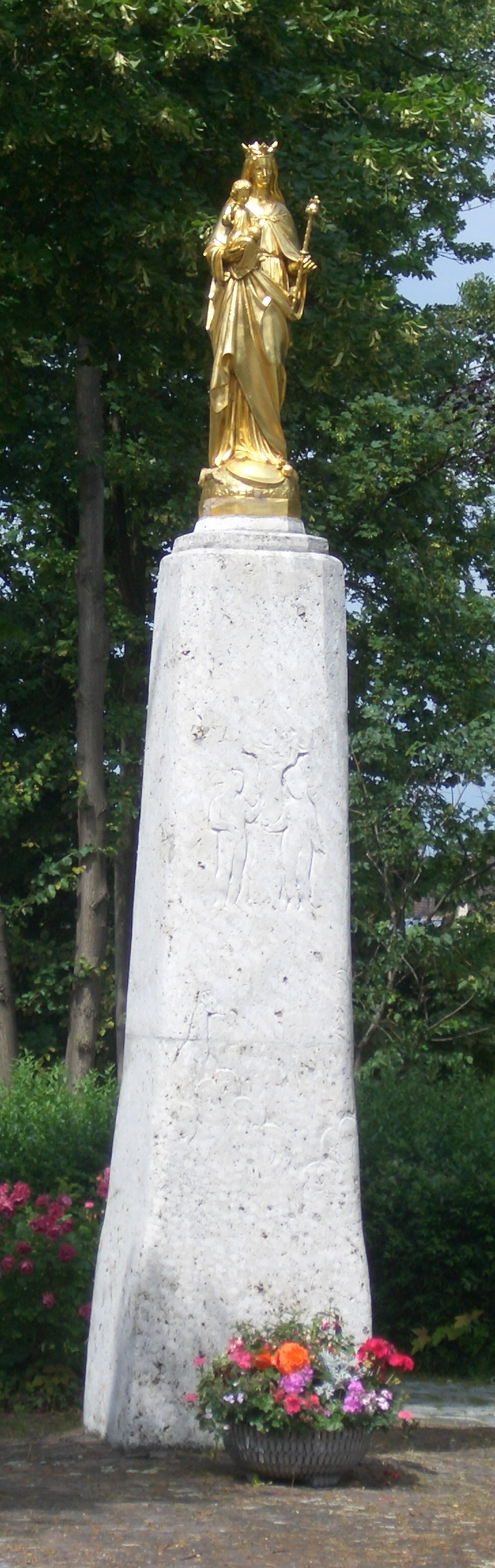
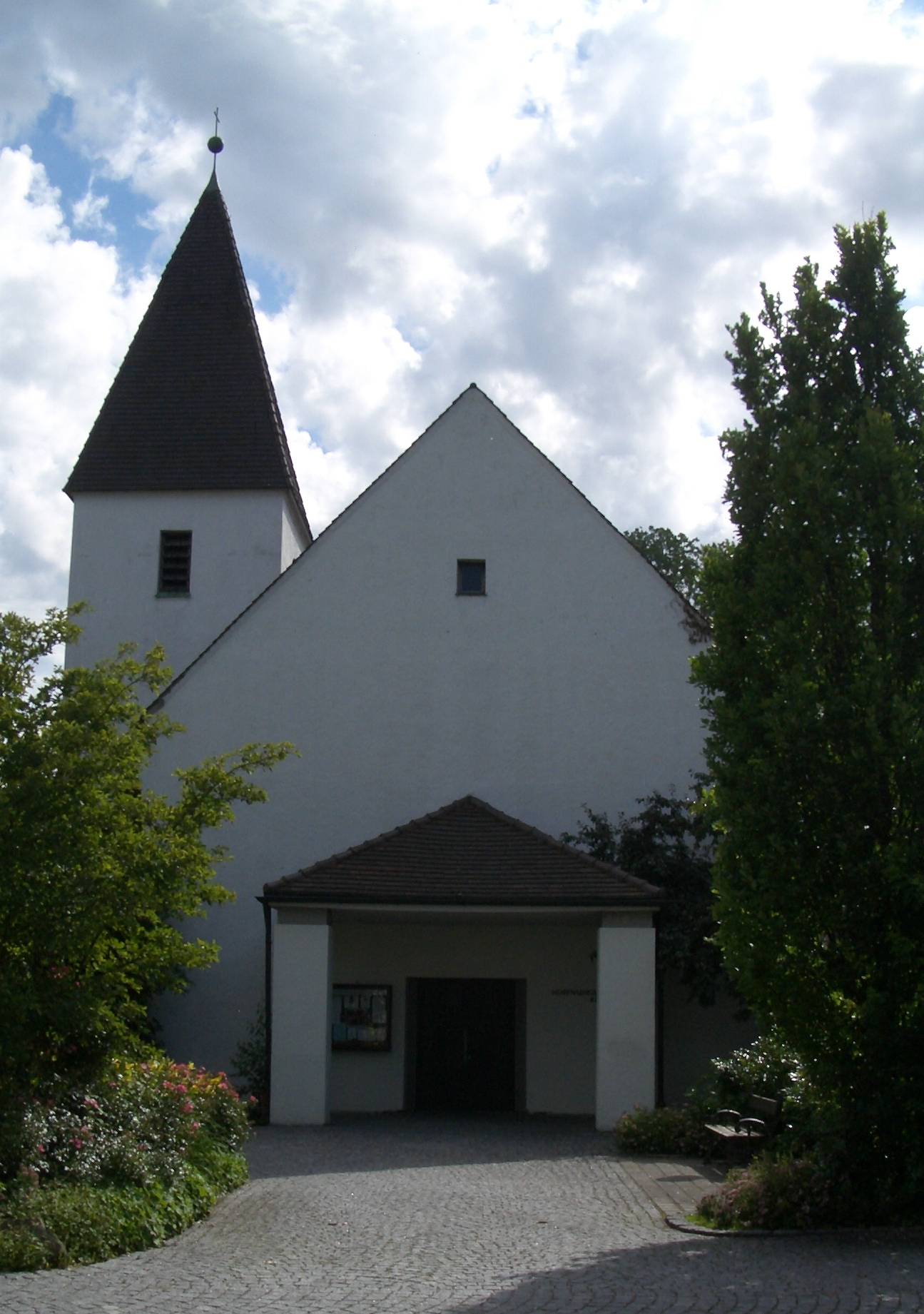
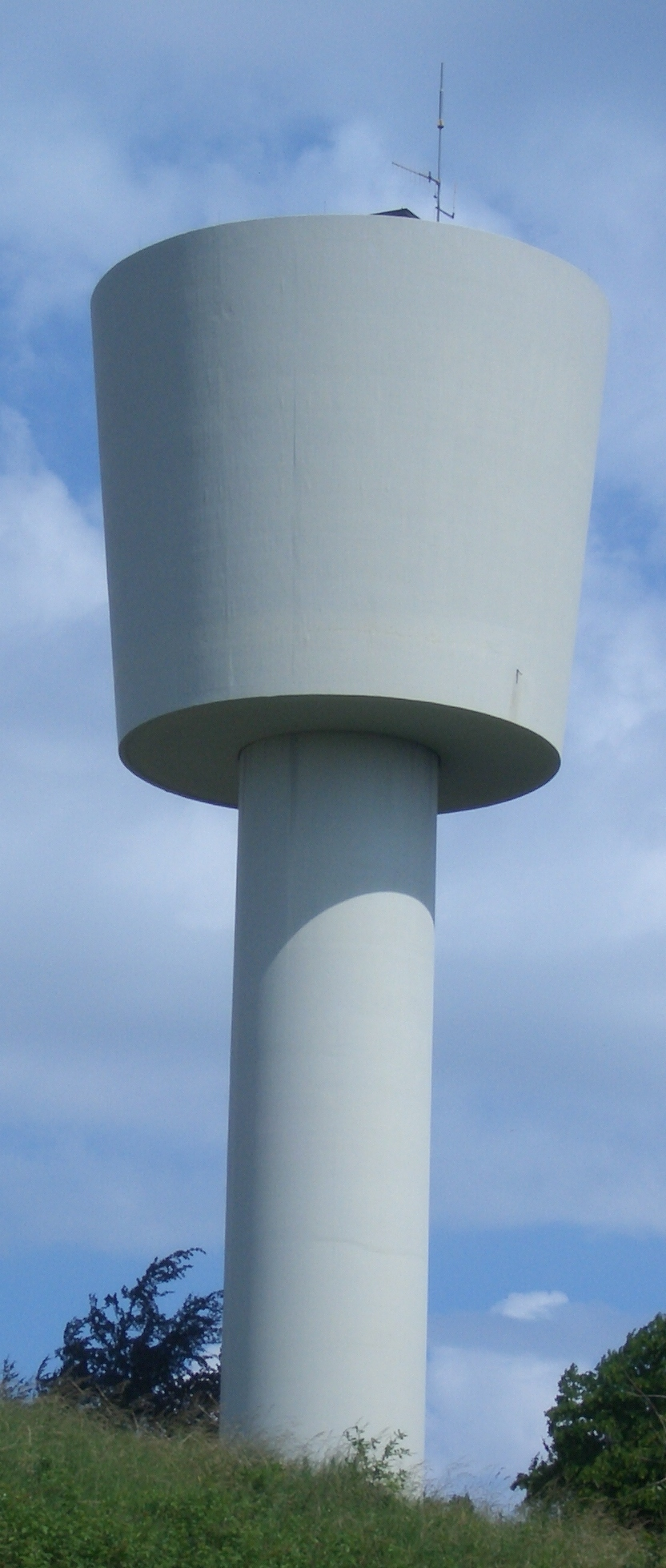